# Ylä-Raatinen
Ylä-Raatinen är en sjö i kommunen Hankasalmi i landskapet Mellersta Finland i Finland. Sjön ligger 99,7 meter över havet. Arean är 63 hektar och strandlinjen är 3,79 kilometer lång. Sjön  ingår i Kymmene älvs huvudavrinningsområde.   Den ligger omkring 41 kilometer öster om Jyväskylä och omkring 260 kilometer norr om Helsingfors. 